# Rubber

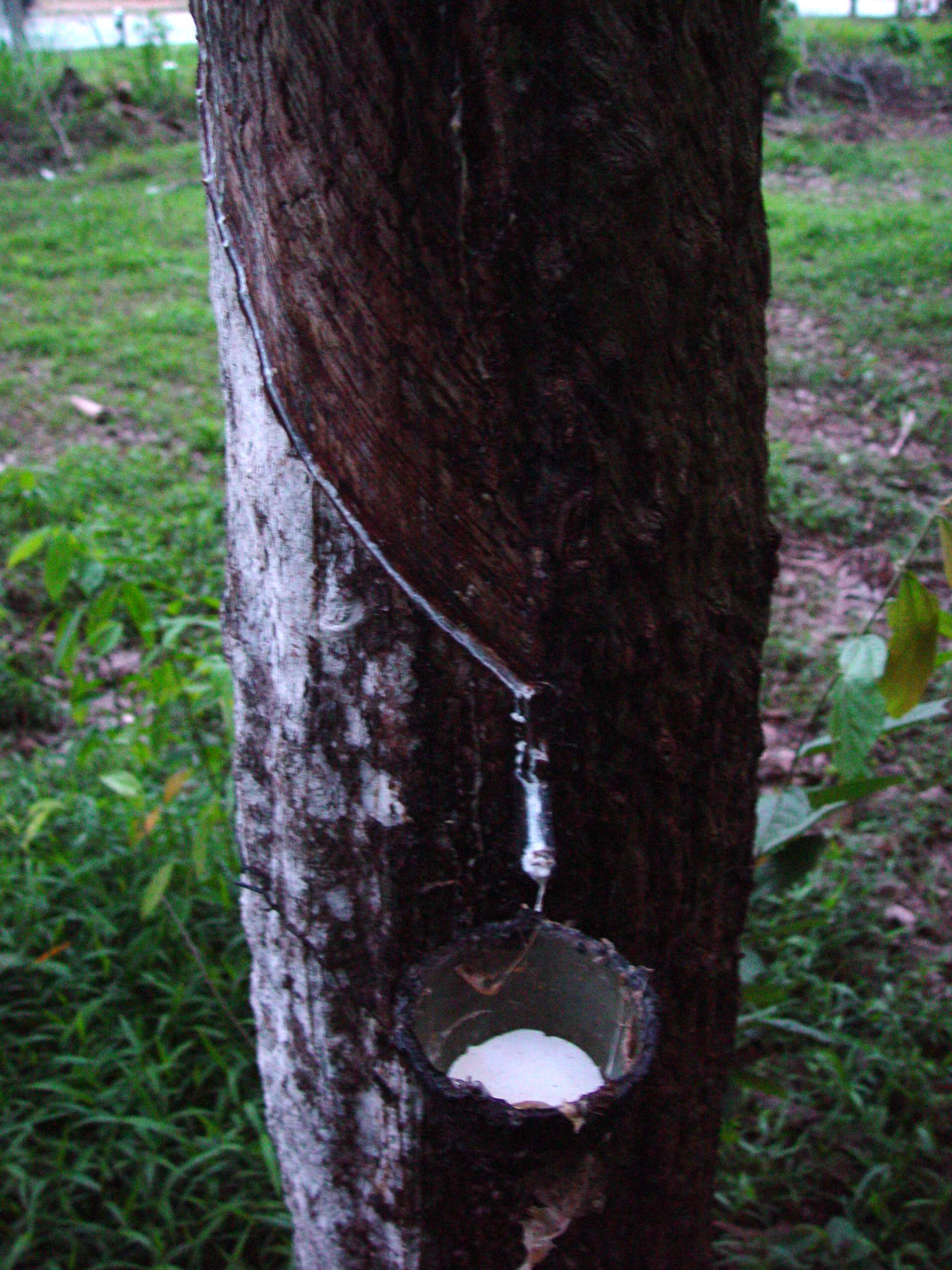
Het verzamelen van latex

Rubber is een polymeer dat voorkomt als een emulsie in het sap van een aantal plantensoorten (dit sap is bekend als latex), zoals de rubberbomen: Braziliaanse rubberboom (Hevea brasiliensis) en de Indische rubberboom (Ficus elastica), Euphorbia-soorten, (Manihot glaziovii), paardenbloem onder andere Taraxacum kok-saghyz, Parthenium argentatum, Funtumia elastica, Landolphia spp. ("rubberlianen") en Cryptostegia spp.
De naam komt van het Engelstalige werkwoord voor wrijven (to rub), van het uitgummen van potloodlijnen.
Natuurrubber wordt doorgaans geproduceerd uit latex (caoutchouc), gewonnen uit de Braziliaanse rubberboom. Ongeveer 33% van dit sap bestaat uit rubber. De latex wordt vervolgens gefiltreerd en verdund met water. Het resultaat hiervan wordt met zuur behandeld om de rubberdeeltjes te doen stollen. Het resultaat hiervan, ook rubber genoemd, wordt tot dunne plakken gerold en gedroogd.
Voor het produceren van synthetisch rubber is polymerisatie vereist, een proces dat ook gebruikt wordt in de productie van plastics. Voorbeelden van synthetische rubbers zijn chloropreenrubbers, 1,3-butadieenrubbers en butylrubbers. De grondstof voor synthetisch rubber is aardolie.

## Wereldwijde productie
| Topproducenten van natuurrubber 2018 | Topproducenten van natuurrubber 2018 |
| Land                                 | Productie (ton)                      |
| ------------------------------------ | ------------------------------------ |
| Thailand                             | 4.744.250                            |
| Indonesië                            | 3.630.268                            |
| Vietnam                              | 1.137.725                            |
| India                                | 978.317                              |
| China                                | 824.000                              |
| Maleisië                             | 781.996                              |
| Ivoorkust                            | 461.000                              |
| Filipijnen                           | 423.371                              |
| Guatemala                            | 349.546                              |
| Myanmar                              | 212.949                              |
| Brazilië                             | 199.870                              |
| Nigeria                              | 145.150                              |

## Geschiedenis

### Meso-Amerika en introductie in Europa
Rubber wordt al heel lang verzameld en gebruikt in het natuurlijk verspreidingsgebied van rubber bevattende planten, zoals de Braziliaanse rubberboom (Hevea brasiliensis). De Meso-Amerikaanse beschavingen wonnen de rubber meestal van de Castilla elastica. Zij gebruikten rubberen ballen voor een balspel. Ook zijn precolumbiaanse rubberen ballen gevonden. Deze vondsten dateren van 1600 v.Chr. Volgens Bernal Díaz del Castillo waren de Spaanse veroveraars zo verbaasd over de stuiterende rubberen ballen dat zij dachten dat deze waren behekst. De Maya's maakten een tijdelijke rubberen schoen door hun voeten in een latexmengsel te dopen. Rubber werd daarnaast gebruikt voor constructie-doeleinden, zoals bindmateriaal om stenen en metalen werktuigen aan houten handvatten vast te maken.
Omdat het vulkaniseren nog niet was ontdekt, gebruikten de oude Meso-Amerikanen organische middelen, waarbij ruwe latex werd gemengd met het sap van andere planten, zoals die van Ipomoea alba. Dit gaf vergelijkbare resultaten. In Brazilië werd rubber gebruikt voor het waterdicht maken van kleding. Het verhaal gaat dat toen de eerste Europeanen uit Brazilië met deze kleding terugkeerden in Portugal ze berecht werden op verdenking van tovenarij.
De eerste rubberen banden (nog geen luchtbanden) werden in 1791 gemaakt. In 1770 had de chemicus Joseph Priestley al per ongeluk ontdekt dat rubber potloodstrepen kon verwijderen. Rubber werd vanaf dat moment vooral in kleine stukjes verkocht als vlakgom en het materiaal werd rubber genoemd, naar het Engelstalige werkwoord voor wrijven (to rub).
In 1820 begon Thomas Hancock in Engeland producten van rubber te maken. In 1828 breidde hij uit naar Frankrijk, en in 1832 naar de Verenigde Staten. In 1839 werd het vulkaniseren uitgevonden door Charles Goodyear en/of Hancock. Hierna nam de vraag naar rubber sterk toe, wat in Kongo-Vrijstaat tot een schrikbewind zou leiden.

### Rubbertappers
In de laatste decennia van de 19e eeuw steeg de behoefte van de industriële wereld naar rubber met sprongen. De belangrijkste leverancier van latex was Amazonas, het Braziliaanse regenwoud. De Brazilianen beschermden de handel streng. Het verhaal ging zelfs dat men het uitvoeren van zaden van de belangrijkste rubber leverende boomsoort, de Braziliaanse rubberboom met de dood moest bekopen, hoewel er geen wet was die dat officieel verbood.
In het regenwoud rond Manaus voltrok zich tussen 1870 en 1915 een menselijke tragedie. Rubbertappers, of seringueros, hadden de taak om dagelijks een ronde te maken langs de rubberbomen in het regenwoud. De rubberbomen stonden 100 tot 200 meter van elkaar, gescheiden door dicht kreupelhout. Het zelf gekapte pad moest dagelijks opnieuw vrijgemaakt worden van plantengroei. De tappers stonden bloot aan slagregens, giftige dieren en planten en onwelgevallige indianen. Elke avond moest de gewonnen latex worden gerookt, waarna er ballen van werden gekneed van circa 20 kg, 'pela's' genaamd. De rubbertappers leefden en werkten in eenzaamheid; het enige menselijke contact bestond uit de rubberhandelaar die eens per week de rubberballen kwam ophalen. De omstandigheden waren slecht, een gemiddelde seringuero stierf binnen een paar jaar aan tropische ziekte, uithongering, beten, giftige rook of indianenagressie.
De rubberhandelaren wierven voor dit werk voornamelijk arme boeren uit het droogtegebied Ceara, die moesten een wurgcontract tekenen waarin stond dat zij pas geld ontvingen als hun reiskosten en uitrusting waren terugbetaald. Vrijwel geen enkele van de tienduizenden mannen die het regenwoud betraden met de belofte op een fortuin, kwam er levend of met een afgeloste schuld uit. Ontvluchten uit 'de groene hel' was onmogelijk. De handelaren controleerden de mondingen van de vele zijrivieren van de Amazone, er werden mensenjagers ingezet, en de jungle was te uitgestrekt en te dichtbegroeid om te voet te ontsnappen.
Terwijl de limousines in Londen en Parijs op rubberbanden reden, in de fabrieken de rubberen aandrijfriemen duizenden machines deden draaien en de Mackintosh-regenjas in de mode was, werd de grondstof hiervoor gewonnen onder een vorm van slavernij.

### Rubberhoofdstad Manaus
Toen de teelt van en handel in rubber steeds lucratiever werd, veranderde het dorpje Manaus in een stad van allure. De straten werden geplaveid en de open riolen verdwenen. De nieuwe rijken lieten er paleisjes bouwen. Er kwam een kathedraal en een elektrische tram op een 16 kilometer lang traject. Pronkstuk was een operagebouw met 1400 zitplaatsen waarvan men beweerde dat Sarah Bernhardt en Enrico Caruso er hadden opgetreden.
In 1876 had echter de Britse ontdekkingsreiziger Henry Wickham kans gezien om 70.000 zaden van de Hevea brasiliensis per schip het land uit te smokkelen, verstopt in balen bananenblad. Hij verkocht ze aan de Kew Gardens in Londen, waar met het Zuid-Amerikaanse zaad net zo lang werd geëxperimenteerd tot de plant gekweekt kon worden op plantages in Maleisië. Enkele zaailingen werden in 1877 gestuurd naar de Plantentuin te Buitenzorg, Nederlands-Indië. Binnen enkele decennia lukte het, om op plantages in Azië de rubberboom op te kweken. Niet alleen was de latex van deze plantages goedkoper, de kwaliteit was ook beter en de productie vond plaats in de koloniën van de gebruikende landen.
Voor de Braziliaanse rubber viel het doek vanaf 1910. Ontelbare seringuero's sleepten zich terug naar hun vaderland of kwijnden in het regenwoud weg. De rubberbaronnen zagen hun inkomsten tot nul dalen. Binnen enkele jaren was Manaus grotendeels verlaten en begon het oerwoud zich meester te maken van de stad. De Nederlandse schrijver Anthony van Kampen beschrijft de stad in zijn boek "Het land dat God vergat" (1967) als een haveloze, desolate plaats waar alleen een vervallen opera, verkrotte herenhuizen en verroeste tramrails nog getuigen van de tijd, dat dit de rubberhoofdstad van de wereld was.

### Fordlandia en Belterra
Autofabrikant Henry Ford deed in 1927 een poging om in Brazilië in eigen beheer rubber te verbouwen. De bedrijfsvoering van Ford was er op gericht om zo veel mogelijk grondstoffen in eigen beheer te produceren. Bovendien was hij sterk voorstander van de Monroedoctrine en wilde hij onafhankelijk zijn van Europese leveranciers. Van de Braziliaanse regering kocht hij 800.000 hectare regenwoud, dat met de modernste Amerikaanse machines werd omgetoverd in rubberplantages. Er verrezen twee moderne steden: Fordlandia en (in 1933) Belterra, waar de inheemse bevolking de ogen uitkeek op de elektrisch verlichte huizen en straten, goed voorziene supermarkten en stralend witte ziekenhuizen. De leiding was in handen van Amerikaans Ford-personeel, voor het handwerk werd plaatselijk personeel geworven dat min of meer gedwongen werd een Noord-Amerikaanse leefstijl aan te nemen. Alcohol was daarbij streng verboden, zelfs binnenshuis.
De onderneming mislukte grondig. De heveaboom bleek op haar eigen grond niet te doen wat ze in den vreemde wél deed: groeien en latex leveren. De aanplant werd geteisterd door de ene ziekte na de andere. Eenmaal volgroeid, verloren de bomen hun blad, werden ze geteisterd door schimmels, de wortels rotten weg en ze werden aangevreten door insectenplagen. Een monocultuur midden in het Amazonegebied bleek, althans met de techniek van toen, niet te realiseren. De duurste rubberplantages ter wereld leverden nog geen fractie van hun Aziatische tegenhangers, en na de dood van Henry Ford werden Belterra en Fordlandia ijlings ontmanteld en verlaten. Enkele woningen en fabrieksgebouwen is alles wat rest.
Nog eenmaal zouden de seringueros terugkeren. Toen Japan Oost-Azië bezet hield, was de Amerikaanse oorlogsindustrie afgesneden van Aziatisch rubber terwijl de vraag steeg. Nog eenmaal voeren de schepen met arme boeren bij Belém de Amazone op om vanaf Manaus latex te winnen. Ditmaal werden watervliegtuigen ingezet om seringuero's diep in het regenwoud af te zetten en de pela's, de latex ballen, te verzamelen. Deze overhaaste onderneming was door het Ministerie van Oorlog van de Verenigde Staten zo slecht georganiseerd, dat een kilo rubber 1000 dollar kostte en de productie bij lange na niet aan de vraag voldeed. Daarom werd de hele onderneming stopgezet.

### Kongo-Vrijstaat
In het reusachtige Afrikaanse privébezit van koning Leopold II van België werd tussen 1885 en 1908 belasting geheven onder de bevolking in de vorm van latex. Elke gemeenschap had de plicht om een quotum rubber te leveren. De rubber werd niet gewonnen uit bomen zoals in het Amazonegebied, maar uit Afrikaanse klimplanten behorend tot het geslacht Landolphia zogenaamde rubberlianen, die ruimschoots groeiden in de tropische bossen. Het aftappen van de rubber ging op min of meer gelijke wijze als in het Amazonegebied. Te lage quota werden gestraft door verminking (afhakken van ledematen) of moord. Door de inspanningen voldoende rubber te leveren werden bovendien de landbouw, jacht en visserij verwaarloosd. Hongersnoden waren het gevolg. Naar schatting hebben tijdens de jaren van 'rood rubber' tussen de 8 en 30 miljoen Congolezen direct of indirect door de rubberwinning het leven gelaten.
Toen deze barbaarse werkwijze aan het grote publiek bekend werd, ontstond grote opschudding in Europa over de wijze waarop Leopold II 'zijn' Onafhankelijke Congostaat bestuurde. De schandalen zouden uiteindelijk mede leiden tot overname van Congo door België, onder de naam Belgisch-Congo.

### Synthetisch rubber

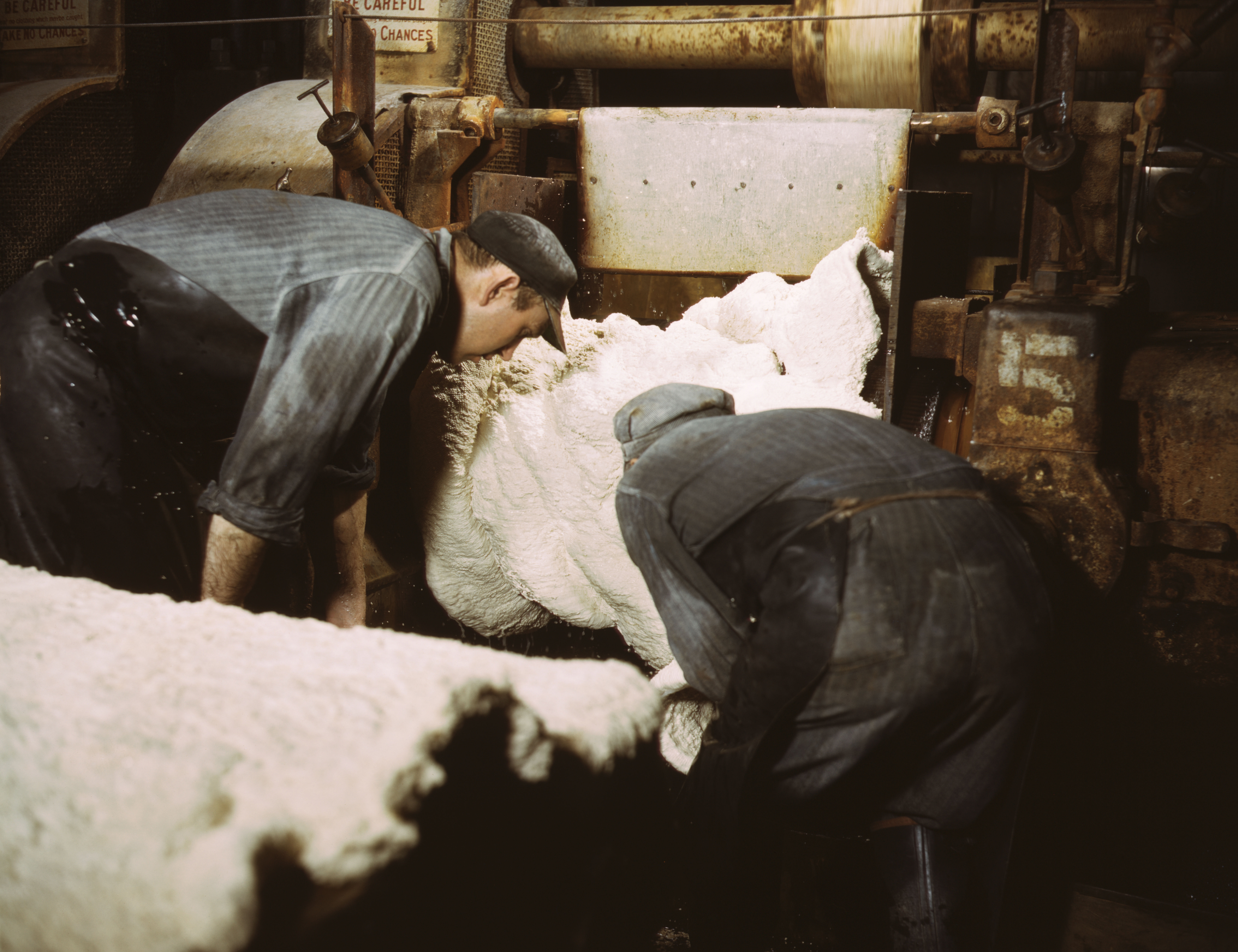
Productie van synthetisch rubber bij Goodrich (1941)

In 1910 slaagde de Russische chemicus Sergej Vasiljevitsj Lebedev erin om synthetisch rubber te maken gebaseerd op polybutadieen. Zijn boek, Research in polymerisation of by-ethylene hydrocarbons (Onderzoek naar de polymerisatie van bi-ethylene koolwaterstoffen) (1913), werd de bijbel voor de studie van synthetisch rubber.

## Gebruik

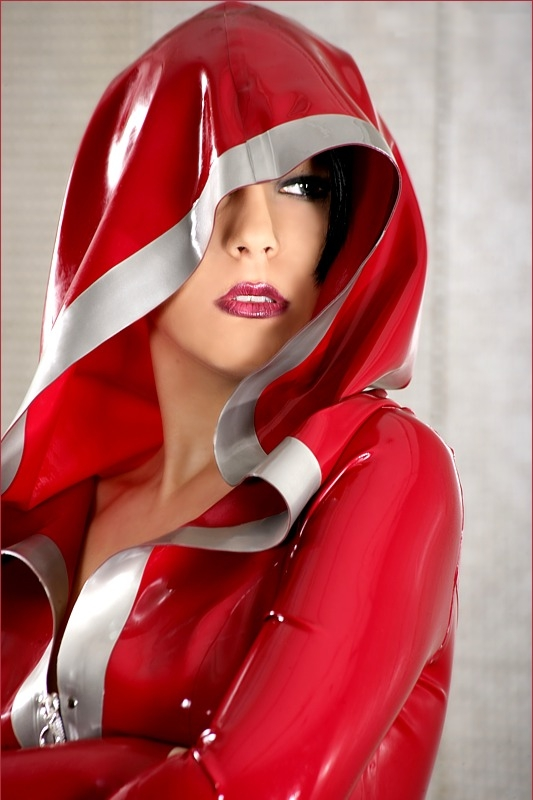
Een foto van MissLatex Europe, geheel in rubberen kleding

De wereldmarkt voor rubber is ongeveer 24 miljoen ton groot, waarvan het aandeel natuurrubber ongeveer 40-45% bedraagt. De belangrijkste gebruiker van natuurrubber is de bandenindustrie, met een aandeel van ongeveer 70%, en circa 12% gaat naar de productie van latex handschoenen. Het aandeel van de niet-ontwikkelde landen in de globale consumptie is gestegen tot ongeveer 70% in 2009; China was de grootste consument met een aandeel van 37%. Vooral de vestiging van bandenfabrikanten in deze regio heeft het gebruik van natuurrubber doen stijgen.
Rubber wordt onder meer gebruikt voor autobanden, rubberen balletjes, rubberen kogels, sommige handvatten, gummen, de zolen van schoenen, laarzen en fietszadels, doorvoertules, buffers, veerbalgen, stopjes, doppen, trillingdempers, snoermantels, emmers, afdichtingen, bougiekabels, reddingsboten en fietsbanden. Rubberen artikelen komen bijna overal voor, zonder dat de meeste mensen het in de gaten hebben.

## Productie
De productie van synthetische rubber heeft een grote stijging laten zien vanaf de Tweede Wereldoorlog. Belangrijke rubberproducerende landen waren door Japan bezet en de zoektocht naar alternatieven kreeg een extra impuls. In 1950 lag het wereldwijde gebruik van rubber op 2,5 miljoen ton, waarvan twee derde natuurrubber. Het aandeel is in 2007 gedaald naar iets minder dan de helft. De productie van natuurrubber is arbeidsintensief en het duurt 6 tot 7 jaar voor een boom rubber produceert.
De belangrijkste producenten en exporteurs van natuurrubber zijn Thailand, Indonesië en Maleisië. In 2007 produceerden deze drie landen tezamen 71% van alle natuurrubber. De hoogte van de oogst fluctueert als gevolg van weersomstandigheden, overheidsmaatregelen (bijvoorbeeld subsidies), alternatieve landbouwproducten en de prijs van rubber.
Er is een verscheidenheid aan verwerkingsmethoden voor rubber, waaronder spuitgieten, transfereren, persen, rol- en walsbekleden, autoclaaf-vulkanisatie, extruderen en stansen. Om rubber tot een bruikbaar product te vormen moet het worden gevulkaniseerd. Hierbij wordt het plastische materiaal omgevormd tot een elastisch product.

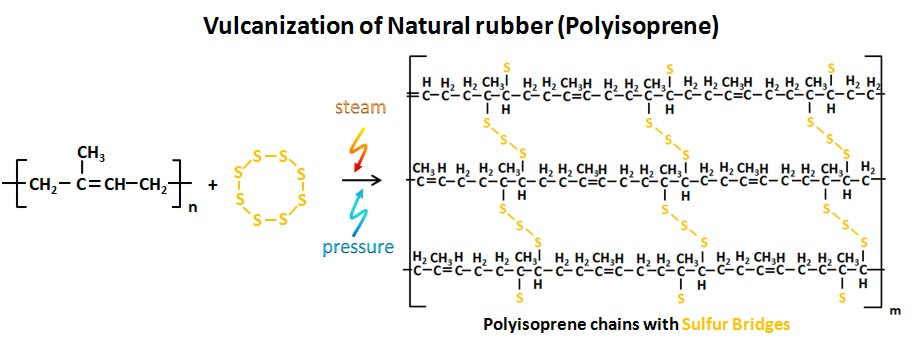
Vulkanisatie van natuurrubber door toevoeging van zwavel onder hoge druk en hoge temperatuur

## Rubbersoorten
De vraag naar rubber is groter dan rubberboomplantages kunnen leveren. Daarom wordt er al sinds de industriële revolutie gezocht naar alternatieven. Uit aardolie worden polymeren gemaakt die vergelijkbare karakteristieken vertonen als natuurrubber. Deze materialen worden synthetische rubber genoemd. Door het aanpassen van de moleculaire structuur van deze polymeren kunnen rubbersoorten met verbeterde eigenschappen bekomen worden. Voorbeelden van synthetische rubbersoorten zijn:
- Styreen-1,3-butadieenrubber (SBR)
- Polybutadieenrubber (BR)
- Isopreenrubber (IR)
- Chloropreenrubber (CR) = neopreen
- Nitrilrubber (NBR)
- Ethyleen-Propyleen-Dieen-Monomeer (EPM, EPDM)
- Butylrubber (IIR)
- Siliconenrubber (VMQ)
- Fluorrubber (FKM)
- Ethylvinylacetaatrubber (EVA)
- Gechloorsulfoneerd polyetheenrubber (CMS)
- Acrylaatrubber (ACM)
- Polyurethaanrubber (AU of EU)
- Vulkanisatierubber (gevulkaniseerd rubber wordt vaak voor pucks bij ijshockey gebruikt).

Deze rubbersoorten hebben ieder hun eigen specialiteit. Waar bijvoorbeeld de ene soort goed buiten gebruikt kan worden, omdat hij ozon- en weerbestendig is, zijn andere weer heel rekbaar.